# Llucmajor (métro de Barcelone)
Pour les articles homonymes, voir Llucmajor.
Llucmajor est une station de la ligne 4 du métro de Barcelone.

## Situation sur le réseau
La station est située entre Via Júlia au nord-est, en direction de Trinitat Nova et Maragall au sud-est, en direction de La Pau. Elle est établie sous le boulevard de Verdun, à proximité de la place de la République, anciennement appelée « place de Llucmajor », du nom d'une ville située sur l'île de Majorque dans les Baléares.

## Histoire
La station est mise en service le 19 avril 1982, lors de l'ouverture du tronçon de Guinardó à Roquetes (renommée depuis Via Júlia).

## Services aux voyageurs

### Desserte
La station dessert notamment le cimetière de Sant Andreu, œuvre moderniste de l'architecte Pere Falqués.

## À proximité
- Le cimetière de Sant Andreu, haut lieu du modernisme catalan.